# Kyperoúnta
Kyperoúnta är en ort i Cypern.   Den ligger i distriktet Eparchía Lemesoú, i den centrala delen av landet, 40 km sydväst om huvudstaden Nicosia. Kyperoúnta ligger 1 157 meter över havet och antalet invånare är 1 560. Den ligger på ön Cypern.
Terrängen runt Kyperoúnta är lite bergig. Trakten runt Kyperoúnta är ganska glesbefolkad, med 23 invånare per kvadratkilometer. Kyperoúnta är det största samhället i trakten. 